# Bueu
Bueu és un municipi de la província de Pontevedra a Galícia. Pertany a la Comarca do Morrazo. Limita amb els municipis de Marín, Cangas i Moaña. Inclou les parròquies de Beluso (Santa María), Bueu (San Martiño), Cela (Santa María), Ermelo (Santiago), A Illa de Ons (San Xoaquín).

## Història

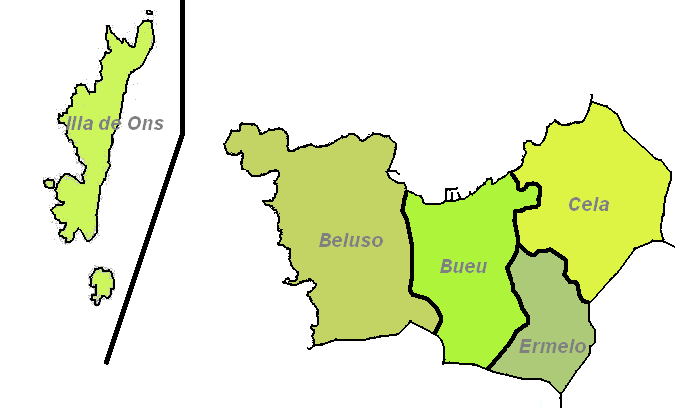
Les cinc parròquies que conformen el municipi de Bueu en l'actualitat

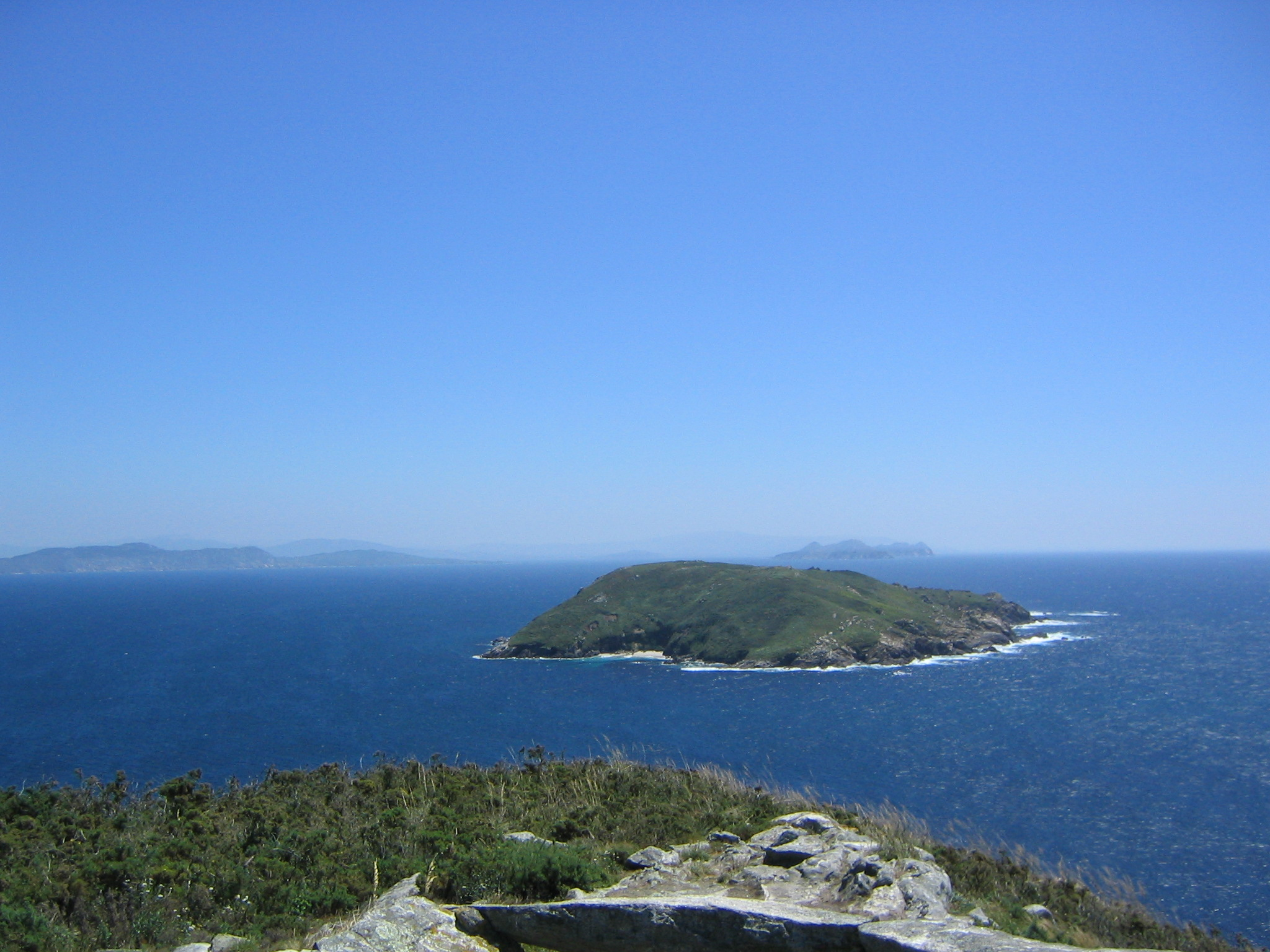
Illa d'Ons vista des de Fedorentos de l'illa Onza

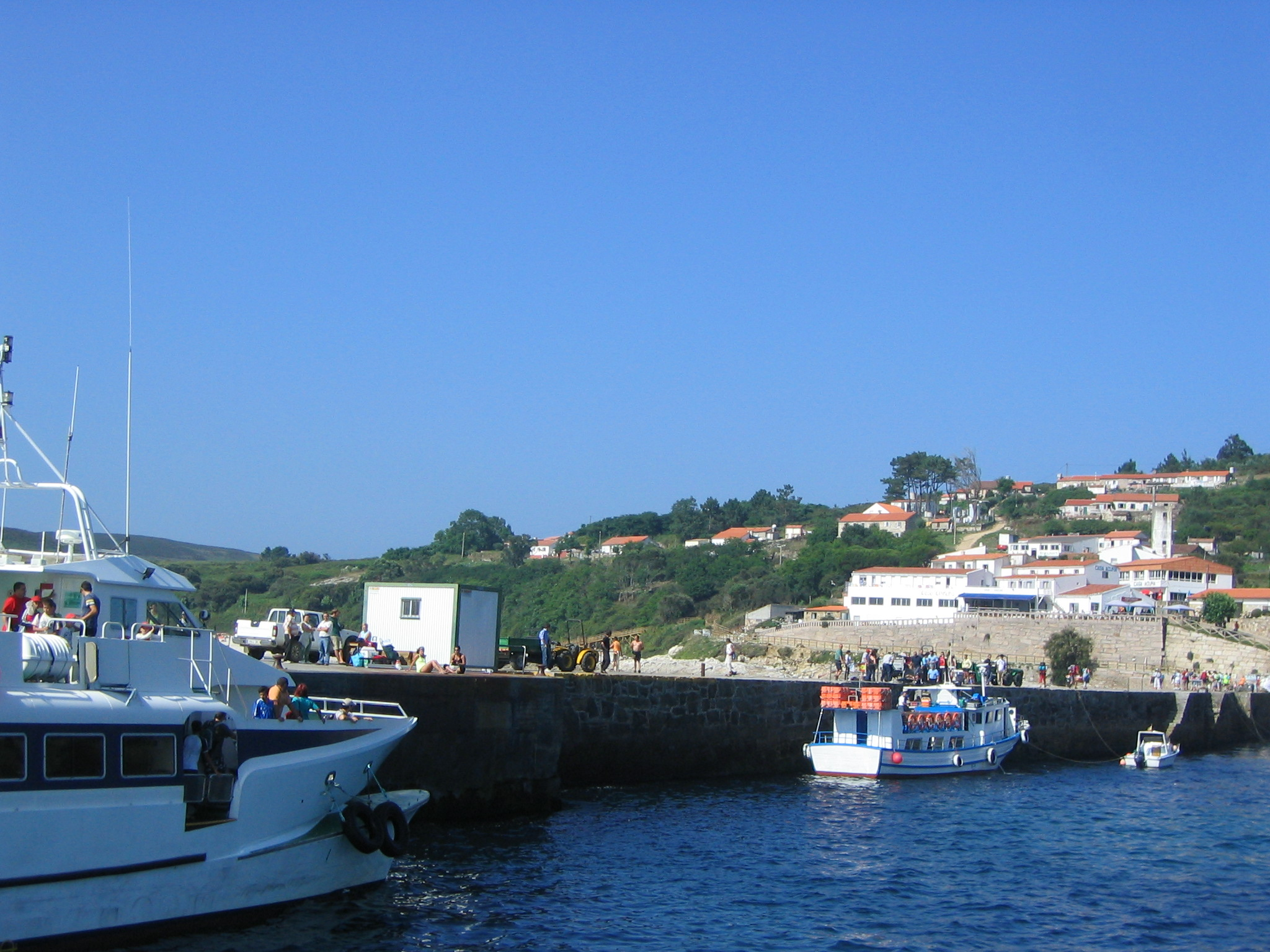
Peirao de Ons

Hi ha constància de troballes arqueològiques que daten del Paleolític. També se sap de la presència d'assentaments romans i àrabs (pels topònims Montemogos i Mourisca). Quant a l'etimologia de Bueu hi ha diverses opinions, però la qual es creu més encertada és "terrè pantanós". Aquest significat és tret del diccionari de Vicente García de Diego, es llegix la paraula BUHEDO com terreny pantanós.

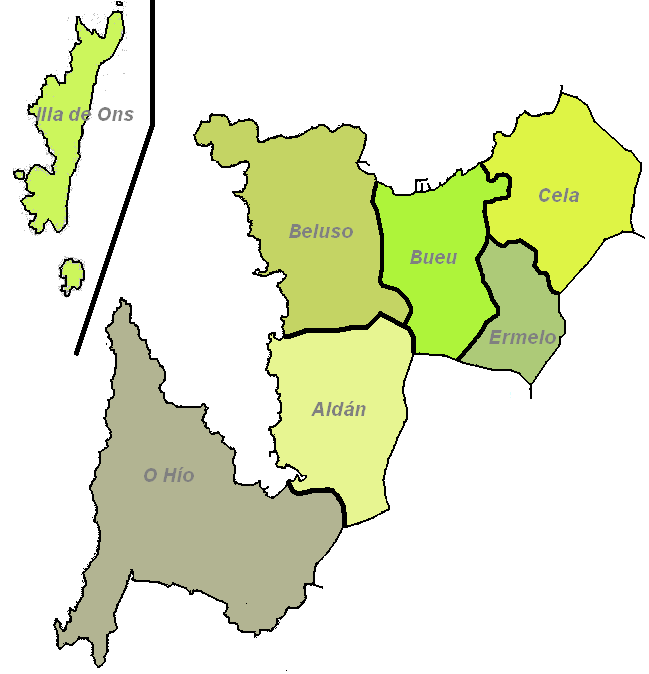
El municipi de Bueu abans de l'última reforma municipal. Encara incloïa les parròquies de Aldán i O Hío, avui de Cangas.

Solament per l'antiguitat dels temples que posseeix Bueu podem acostar-nos a l'època en la qual va néixer com parròquia. Se sap que Bueu tenia temple abans del segle XIV; a Beluso hi ha dades referents a una cessió en 1008; l'Església de Cela és del segle XII; l'antic priorat d'Hermelo tenia temple en el segle xii. Bueu es va constituir com a Ajuntament en 1821 comprenent a més de les actuals parròquies les d'Aldán i O Hío, que van passar a pertànyer a l'Ajuntament de Cangas en 1862. En 1856 se li concedeix per Real Cèdula el títol de Vila.
L'existència de Bueu com parròquia apareix documentada en el segle xvi, però al contrari del que avui podem creure, els seus inicis hem de buscar-los en els vessants circumdants i no en la vall: Outeiro, Norte, Valado i Carrasqueira. Cal assenyalar que antigament el mar arribava a l'actual emplaçament de l'Església. En el segle xviii comença a notar-se un gran desenvolupament econòmic de Bueu degut sobretot a l'abundància de pesca (especialment sardina) i a la indústria dedicada a la seva manufactura i conserva. Es té constància documentada de més de 20 salaments en el terme municipal que produïen peix salat. En el segle xix la indústria pesquera sofreix un gran desenvolupament i gràcies a això Bueu assoleix un creixement realment notable, recolzat en gran manera pels fomentadors forans, catalans i italians. Aquests provoquen una revolució en les arts de pesca i en la societat del moment.
El desenvolupament econòmic de Bueu ha depès des de llavors de la seva flota litoral i d'altura. En el primer terç d'aquest segle el port de Bueu va arribar a ser el més important de la península d'O Morrazo i tota la ria de Pontevedra. Avui dia aquesta flota està formada per més d'un centenar de vaixells. Però gran part de la indústria dedicada a la conserva ha desaparegut, tot just queda gens de les 4 grans signatures nacionals que van estar en actiu fins fa uns anys. La gran part de la població forma part de flotes de pesca d'altura, amb vaixells que, sent de Bueu, tenen la seva base en altres països o altres ports més propers com Canàries, Vigo o Marín.
| 7.233 | 9.150 | 10.177 | 11.961 | 12.483 |
| Fonts: INE i IGE (Els criteris de registre censal variaren i les dades de l'INE i de l'IGE poden no coincidir.) |       |        |        |        |

## Museu Massó
Entre els diferents punts d'interès de Bueu destaca el museu Massó. Aquesta instal·lació aquesta situada en la que fou la fàbrica de conserves Salvador Massó i Fills que va instal·lar aquesta família d'origen català a principis del segle xix. A mitjan segle XX la família Massó va anar ajuntant una explendida col·lecció de llibres antics, cartes marines i de navegació, mapes i instruments de navegació... i un llarg ecetera d'objectes relacionats amb el mar i la indústria conservera. En 1928 Guillermo Marconi visita les instal·lacions industrials dels Massó i els proposa la idea de fer un museu. La idea fou acceptada i es crea unes instal·lacions museístiques que s'inauguraren el 26 de novembre de 1932.
L'any 1992 la Xunta de Galícia compra la col·lecció i els edificis que componien les instal·lacions, després d'una rehabilitació reinaugurà de nou el museu el 10 de juliol de 2002. Entre les obres exposades destaquen pintures d'Urbano Lugrís, la col·lecció de models de naus històriques i d'instruments de navegació antics. En la col·lecció de llibres, entre diversos incunables, destaca la Cosmographia de Claudi Ptolemeu de 1490. Una de les seves sales aquesta dedicada a l'etnografia de Bueu on es reuneix i exposa una àmplia mostra d'útils de pesca i marisqueig, com linyes, poteres, nanses... i, molt especialment, el relacionat amb el pot de Bueu o pot polbeiro (dedicat per a la pesca del pop). La fusteria de ribera ocupa una àmplia zona on s'exposen els diferents instruments i eines que s'utilitzaven en aquest, gairebé desaparegut, ofici.
També es mostra instrumental d'aquells treballs complementaris a la pesca, com la xarxaria, la calafateria i cabulleria. Provinents de les antigues instal·lacions conserveres de la fàbrica de Massó hi ha una mostra de diferents màquines utilitzades per a la realització de la conserva, des de la construcció de la llanda fins a la sortida de la conserva. Es mostra el seu funcionament mitjançant fotografies i projeccions. Els Massó van construir una factoria de tractament de cetacis en la veïna localitat de Cangas. Provinent d'aquestes instal·lacions i dels vaixells baleners que subministraven la matèria primera, hi ha una col·lecció d'instrumental d'esquarterament i cacera de balenes, entre els quals destaca un canó de arponeig i diferents tipus d'arpons.